# Museo Maagdenhuis
El Museo Maagdenhuis (Museo de la Casa de las Doncellas) es un museo de arte y un museo histórico situado en un edificio histórico del siglo XVII en la calle Lange Gasthuisstraat, Amberes, Bélgica. El edificio fue utilizado como orfanato para las maegdeckens, o doncellas, desde mediados del siglo XVI hasta finales del siglo XIX. El museo presenta una colección de utensilios utilizados a diario por los niños expósitos y los huérfanos; una colección de muebles antiguos, y una serie de documentos relacionados con el orfanato y la vida en él desde el siglo XVI hasta el XIX.
Aunque es uno de los museos más pequeños de Amberes, el Maagdenhuis alberga una valiosa y rica colección de pinturas y esculturas. La colección incluye obras de artistas como Peter Paul Rubens, Jacob Jordaens, Sir Anthony van Dyck, Pieter Aertsen, Otto van Veen, Simon De Vos, Maarten Pepijn, Hubert Van den Eynde y Walter Pompe .

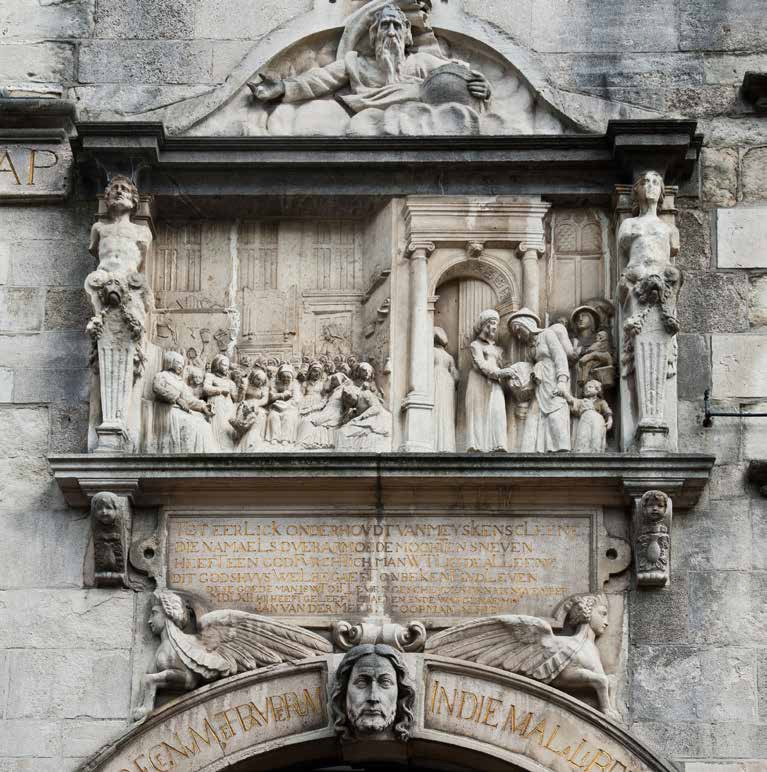
Detalle de la fachada del museo; Fachada c.1634; Bajorrelieves, de Cornelis Floris de Vriendt, c. 1564

## Historia
El museo está ubicado en un edificio histórico que data del siglo XVI. Antiguamente era un orfanato para niñas. El edificio comenzó a funcionar como orfanato para niñas en 1552. La Maagdenhuis (casa de las doncellas) se amplió significativamente en 1634-1636. La fachada de piedra blanca de hoy se construyó durante la renovación de 1634-1636. El bajorrelieve de la fachada probablemente fue diseñado por Cornelis Floris de Vriendt y data de 1564. Representa a un grupo de niñas huérfanas (abajo a la izquierda) y a un maestro que las lleva al orfanato (derecha). Estas dos escenas están flanqueadas por un par de figuras de Hermes que las custodian, sobre las que sobresale Dios, Cristo como el Buen Pastor y una paloma alegórica. En 1882 los huérfanos se trasladaron a dos edificios nuevos y más grandes en la calle Albert Grisarstraat, que sustituyeron a la Casa de Doncellas y al Orfanato de Niños. La Casa de las Doncellas cerró finalmente y el edificio quedó desocupado. Los edificios más grandes de la calle Albert Grisarstraat fueron sustituidos por instituciones más pequeñas en el siglo XX.
A lo largo de los siglos, todas estas instituciones benéficas acumularon un montón de obras de arte recibidas como regalos y legados de ricos benefactores. Los administradores de los dos orfanatos, la Junta de Limosnas Civiles, trasladaron 84 cuadros a la antigua capilla de la Casa de las Doncellas, que se inauguró en 1884 como museo.
Sin embargo, la mayor parte de la colección se trasladó al Museo de Bellas Artes pero unos años después.
Finalmente, en 1925, la Comisión de Casas de Beneficencia Civiles, que supervisaba los orfanatos, se fusionó con la Oficina de Caridad. La nueva organización ( Commissie van Openbare Onderstand, o COO) se encontró con una enorme colección de arte y decidió convertir la capilla del edificio de Lange Gasthuisstraat en un museo, que se inauguró en 1930.
El museo fue ampliando su colección en las décadas siguientes, y el Museo Real de Bellas Artes devolvió varias obras maestras a la Maaggdenhuis a lo largo de los años.
En 1976, todas las COO (Comisiones Públicas de Pobreza) belgas se convirtieron en Centros Públicos de Bienestar Social. Como resultado, hoy el Museo Maagdenhuis está supervisado por el Centro Público de Bienestar Social de Amberes.

## Colección

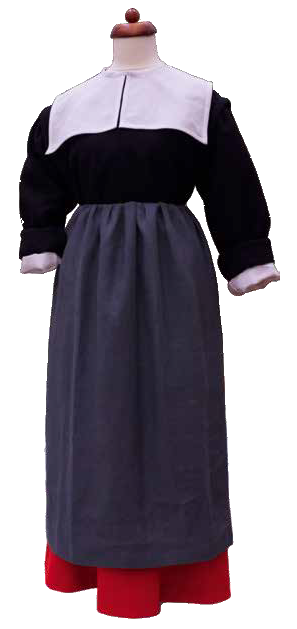
Réplica del siglo XXI del uniforme de los huérfanos de la Maagdenhuis basada en las pinturas de Herreyns y Joannes de Maré

En la antigua capilla del orfanato, que fue la primera sala convertida en museo, hay una colección de utensilios utilizados por los huérfanos y los expósitos y objetos de interés, como cuencos de gachas, vestidos e identificadores de expósitos, muestrarios bordados, muebles antiguos; y una colección de documentos sobre la Maagenhuis.
En la misma sala hay algunas pinturas, como el Tríptico de la crucifixión de van Overbeke y La Virgen María con el Niño Jesús de van den Eynde.
En la Recepción, donde se encontraba la administración de la Casa de las Doncellas y el catálogo con todos los nombres de los huérfanos que vivían en Maagdenhuis, hay un primer conjunto de pinturas, que incluye obras de Peter Ykens, Cornelis Schut y Erasmo Quellinus el Joven.
En el Salón del Presidente, donde solían reunirse el regente y los limosneros, hay un segundo grupo de pinturas, de artistas como Frans Floris, Pieter van Avont, Maarten Pepyn y David Teniers el Joven .
En el Side Corridor, que se extiende entre las galerías del museo, cuelgan pinturas de artistas como Frans Francken the Elder, Abraham Bloemaert y Hendrick de Clerck .
En lo que solía ser la primera de tres cocinas, se encuentra la Galería Rubens, con pinturas de Peter Paul Rubens, Thomas Willeboirts Bosschaert y Otto van Veen, entre otros.
En lo que solía ser la gran cocina, o el groote ceucken, se encuentra la Galería del siglo XVI, con obras de arte de pintores como Jacob de Backer y Michiel Coxie.
Al final del pasillo lateral, a la derecha, está la Galería Van Der Meere, con una obra maestra de Jacob Jordaens y otras pinturas de artistas como Theodoor van Loon y Abraham de Vries.
La Galería del siglo XV se encuentra en la sala más pequeña del Museo Maagdenhuis. Poco se sabe sobre sus habitaciones, excepto que tres ancianas vivieron allí en el siglo XVII, habiendo donado fondos a los limosneros a cambio de una habitación y pensión en el Maagdenhuis. Esta galería incluye varias pinturas de maestros desconocidos, incluido un Juicio Final del siglo XV, los Siete Actos de Misericordia y los Siete Pecados Capitales.
En el Patio se encuentra el anexo en el que vivían y trabajaban los huérfanos. El patio alberga varias esculturas e inscripciones, entre las que se encuentran una estatua de madera del siglo XVII de un maestro desconocido, Wooden Clara; una copia de la escultura original de Van den Eynde La Virgen María con el Niño Jesús en la capilla; y Retrato de Cornelis II Landschot de Sebastiaen van den Eynde, ca. 1656.

## Lo más destacado de la colección

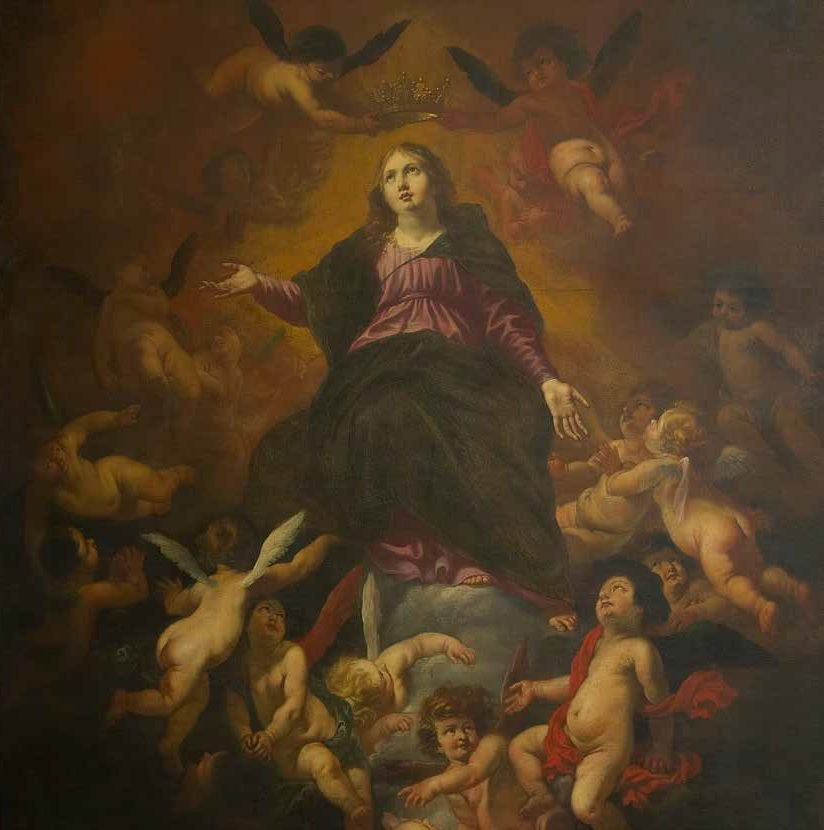
La Asunción de la Virgen María por Cornelis Schut . Principios del siglo XVII
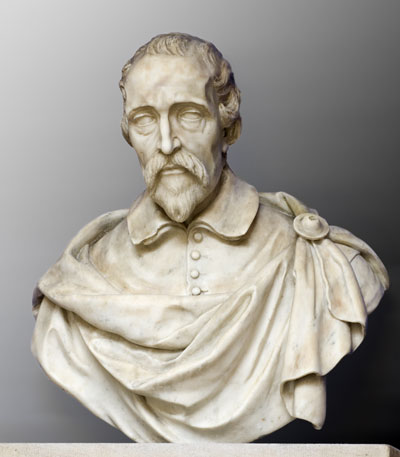
Busto de Cornelis II Landschot por Sebastiaen van den Eynde . C. 1656
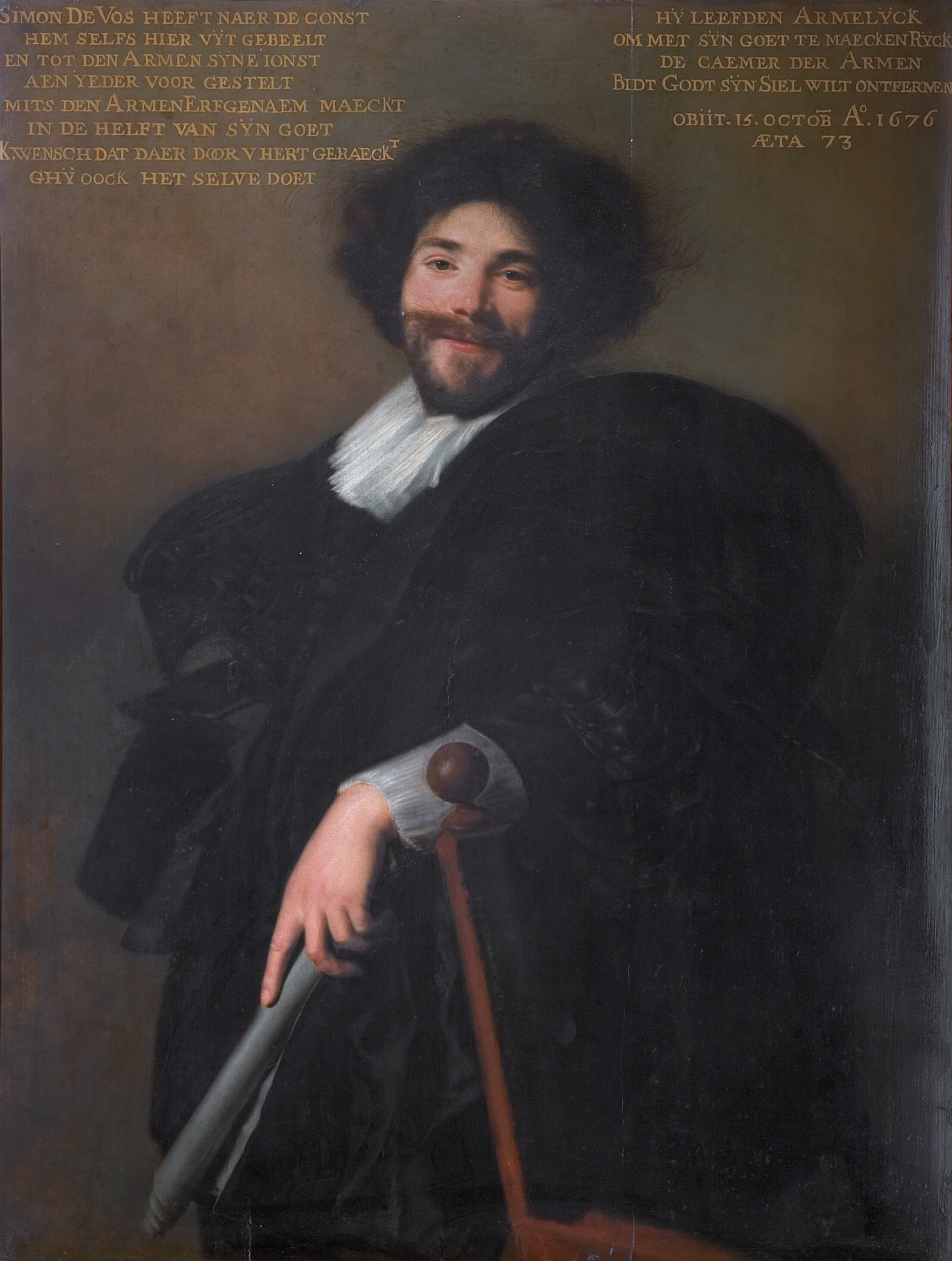
Retrato de Simón de Vos por Abraham de Vries . C. 1650
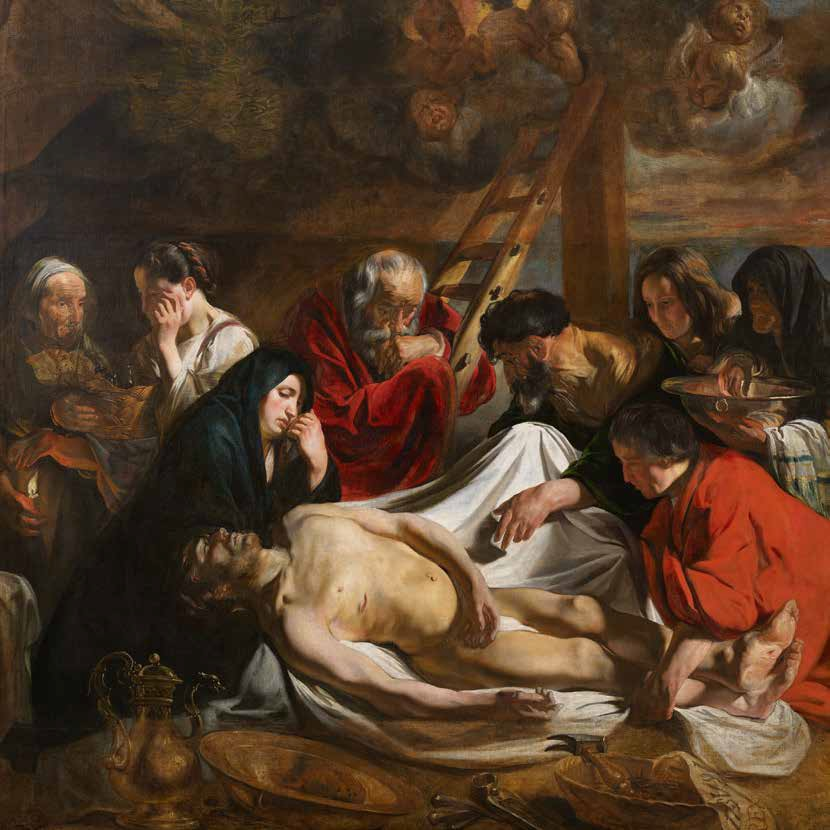
El Lavamiento y Unción del Cuerpo de Cristo por Jacob Jordaens . C. 1620
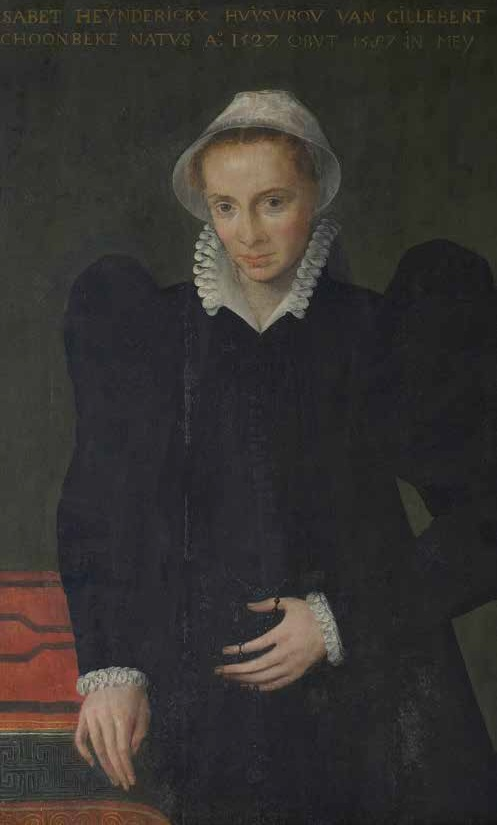
Retrato de Elisabeth Heynderickx por Frans Floris . Principios del siglo XVI
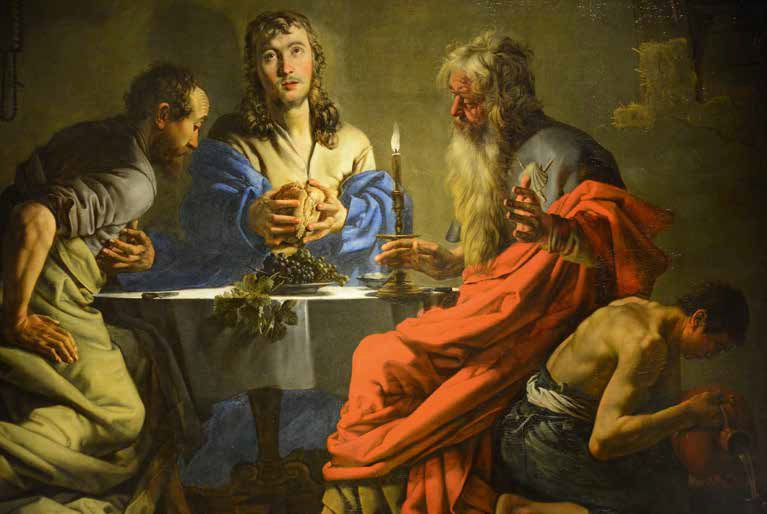
Los hombres de Emaús de Theodoor van Loon . Principios del siglo XVII
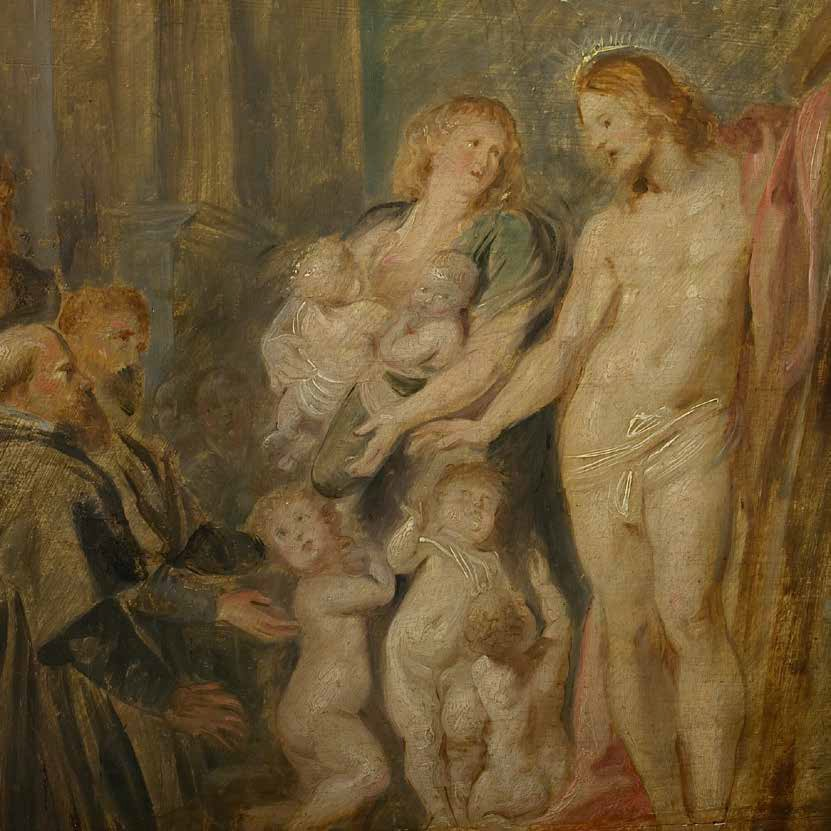
Cristo, defensor de los huérfanos de Peter Paul Rubens . Principios del siglo XVII
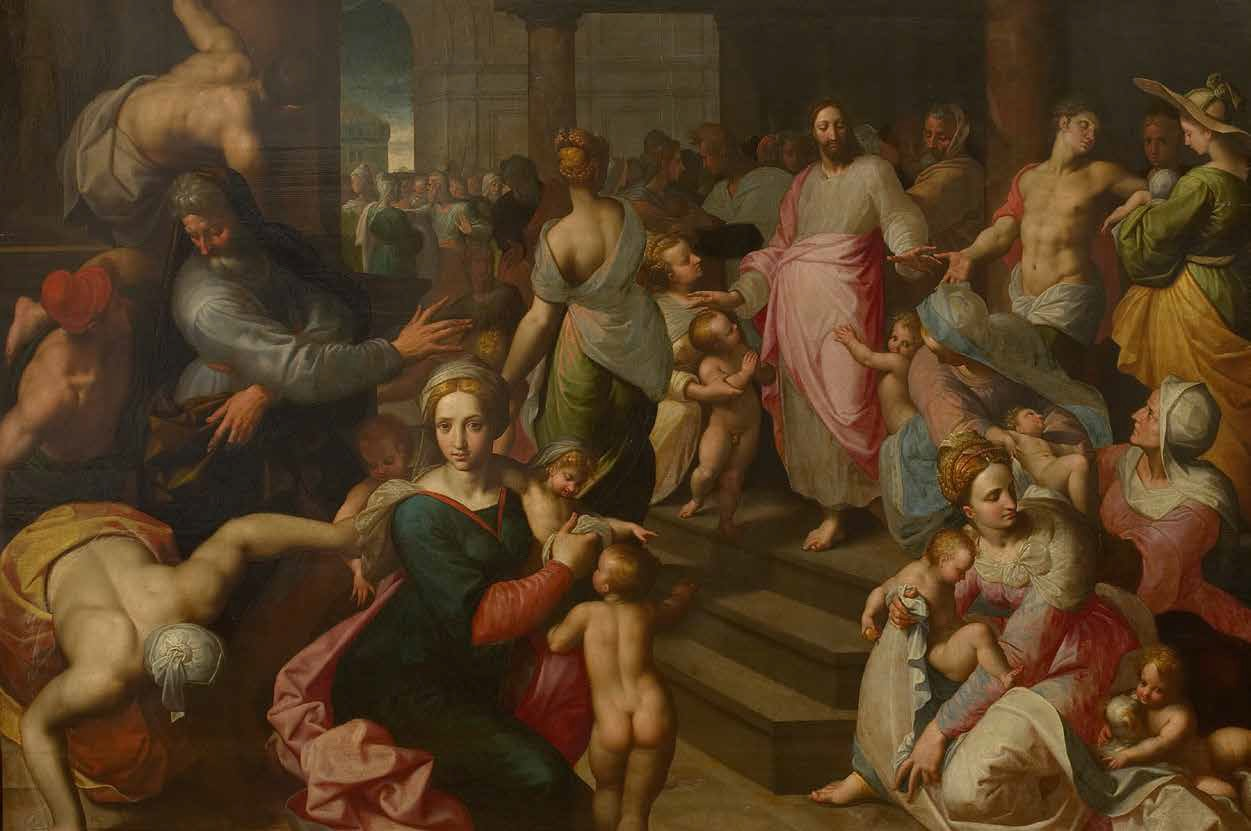
Dejad que los niños pequeños vengan a mí de Jacob de Backer . Finales del siglo XVI
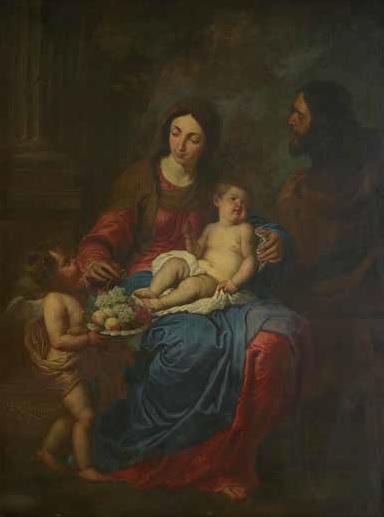
La Sagrada Familia de Erasmo Quellinus el Joven . Principios del siglo XVII
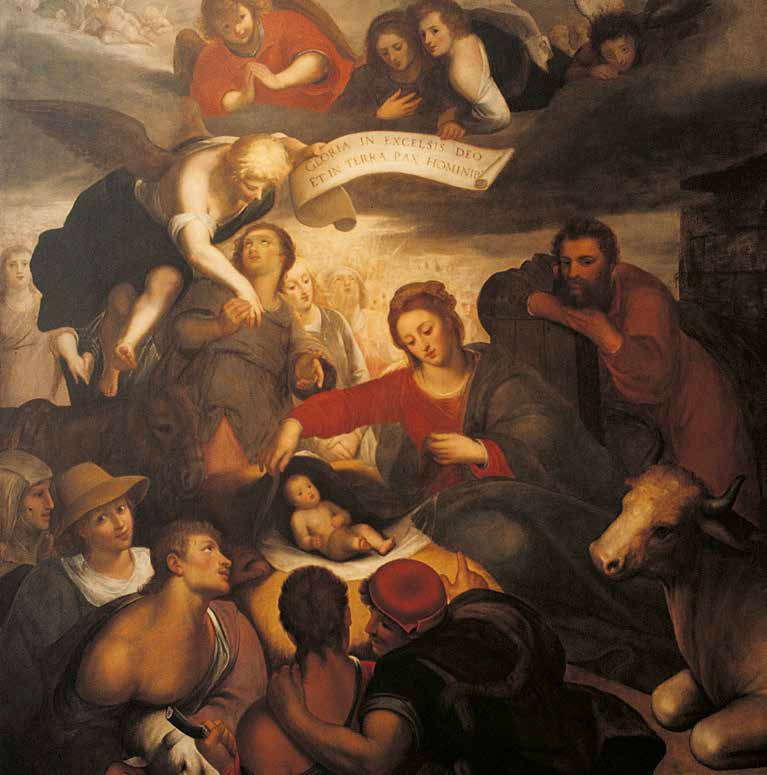
La adoración de los pastores de Otto van Veen c. 1585
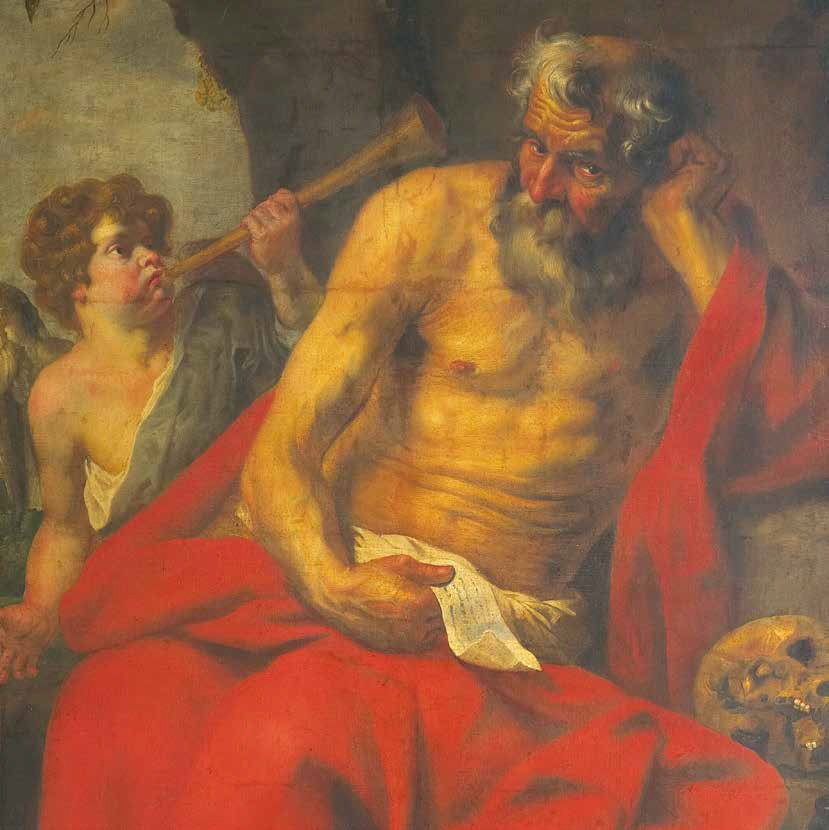
San Jerónimo al principio atribuido a Van Dyck, más tarde a uno de sus seguidores. Principios del siglo XVII
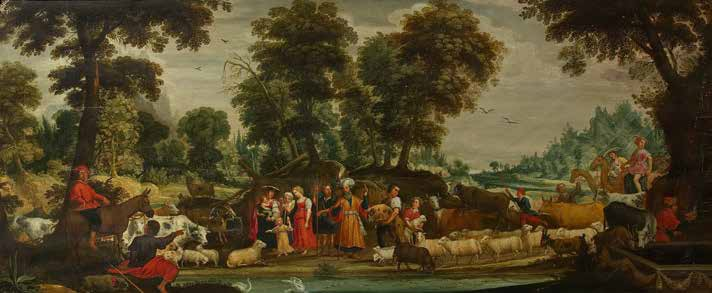
El plan de Jacob para multiplicar su rebaño por David Teniers el Joven . siglo 17
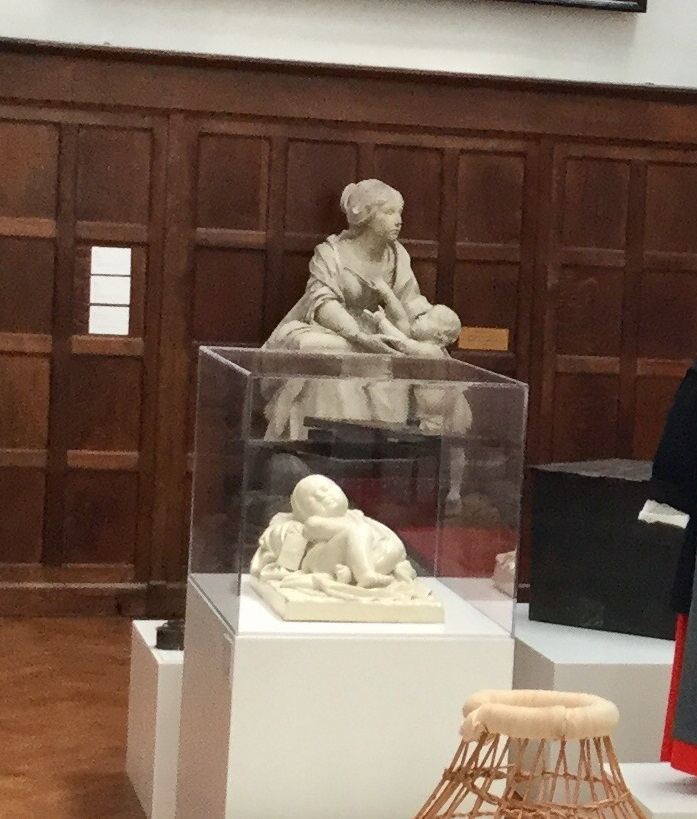
La Virgen María con el Niño Jesús de Hubert van den Eynde . C. 1636
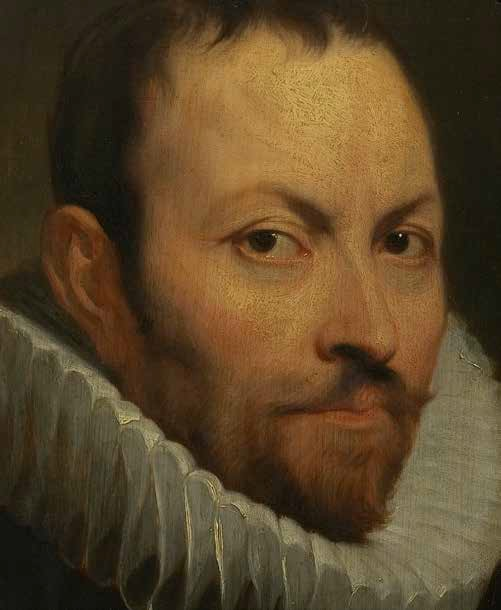
Retrato de Chevalier Nicolaas Rockox por Thomas Willeboirts Bosschaert . C. 1641
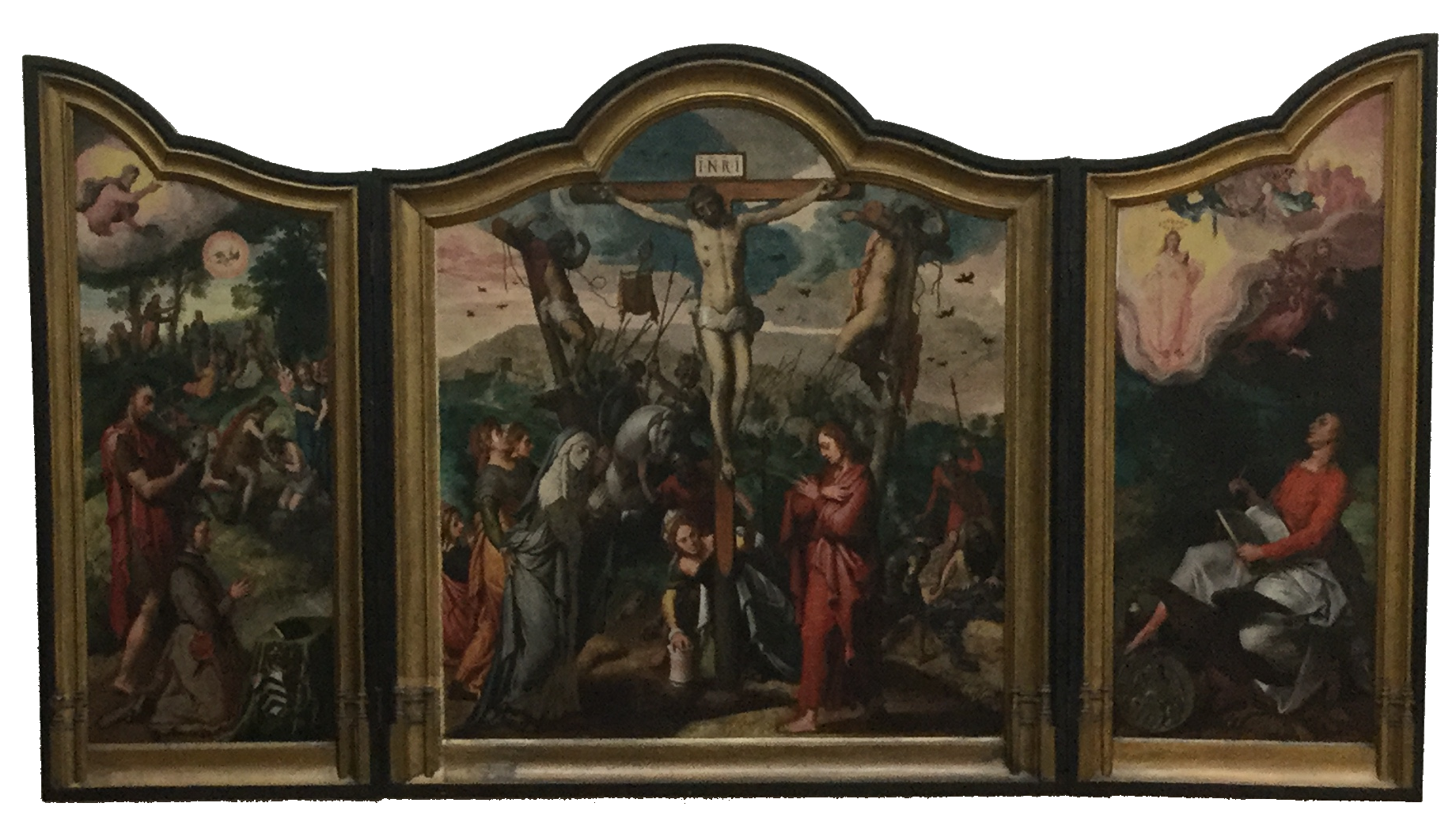
Tríptico de Jan van der Biest de Pieter Aertsen . Principios del siglo XVI
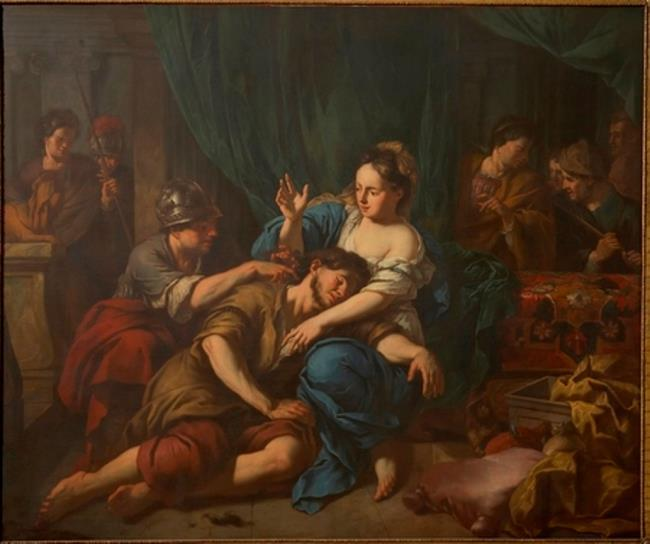
Sansón y Dalila de Jan Voorhout . Finales del siglo XVII
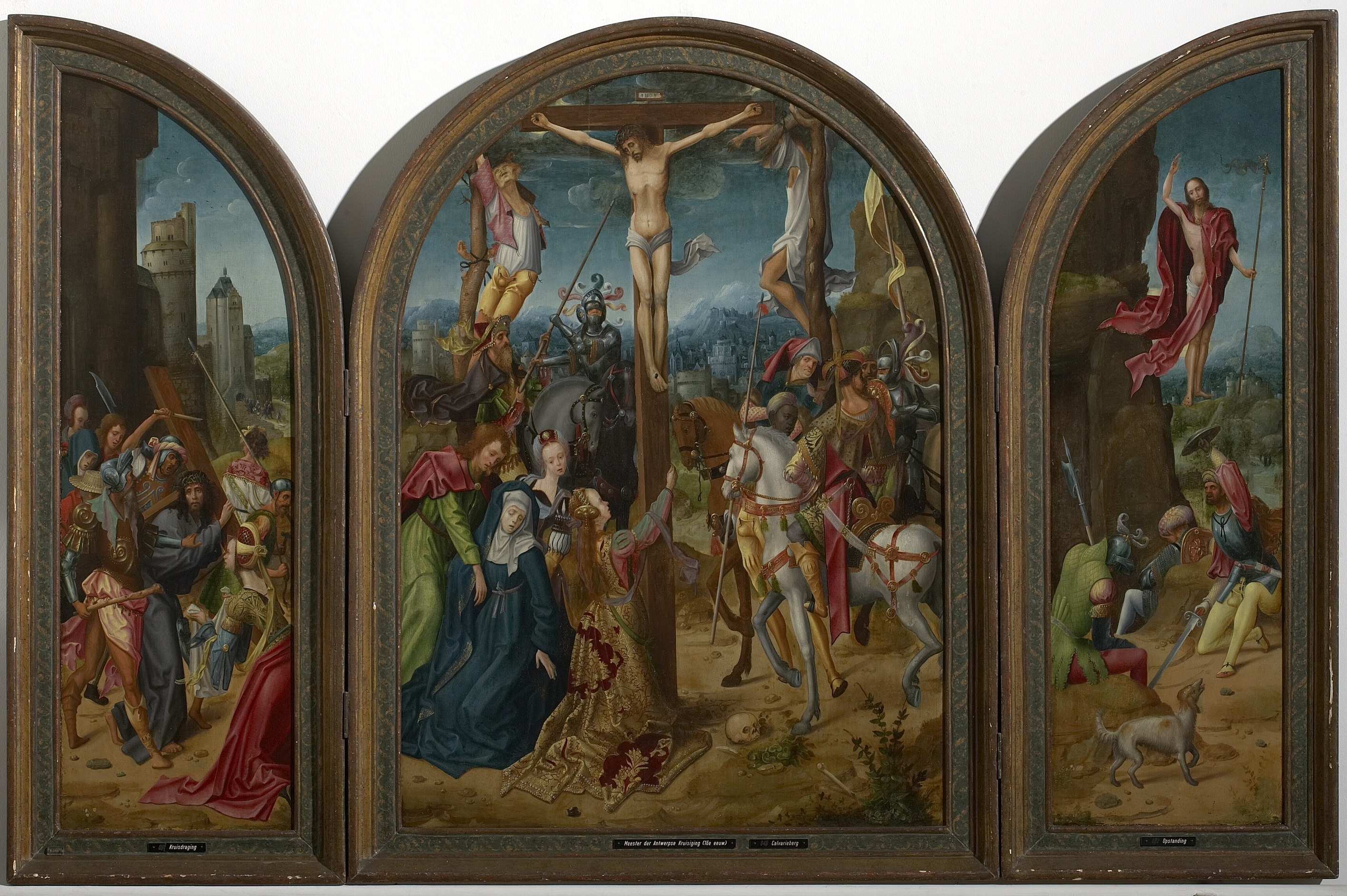
Tríptico de la crucifixión de Adriaen van Overbeke . Principios del siglo XVI
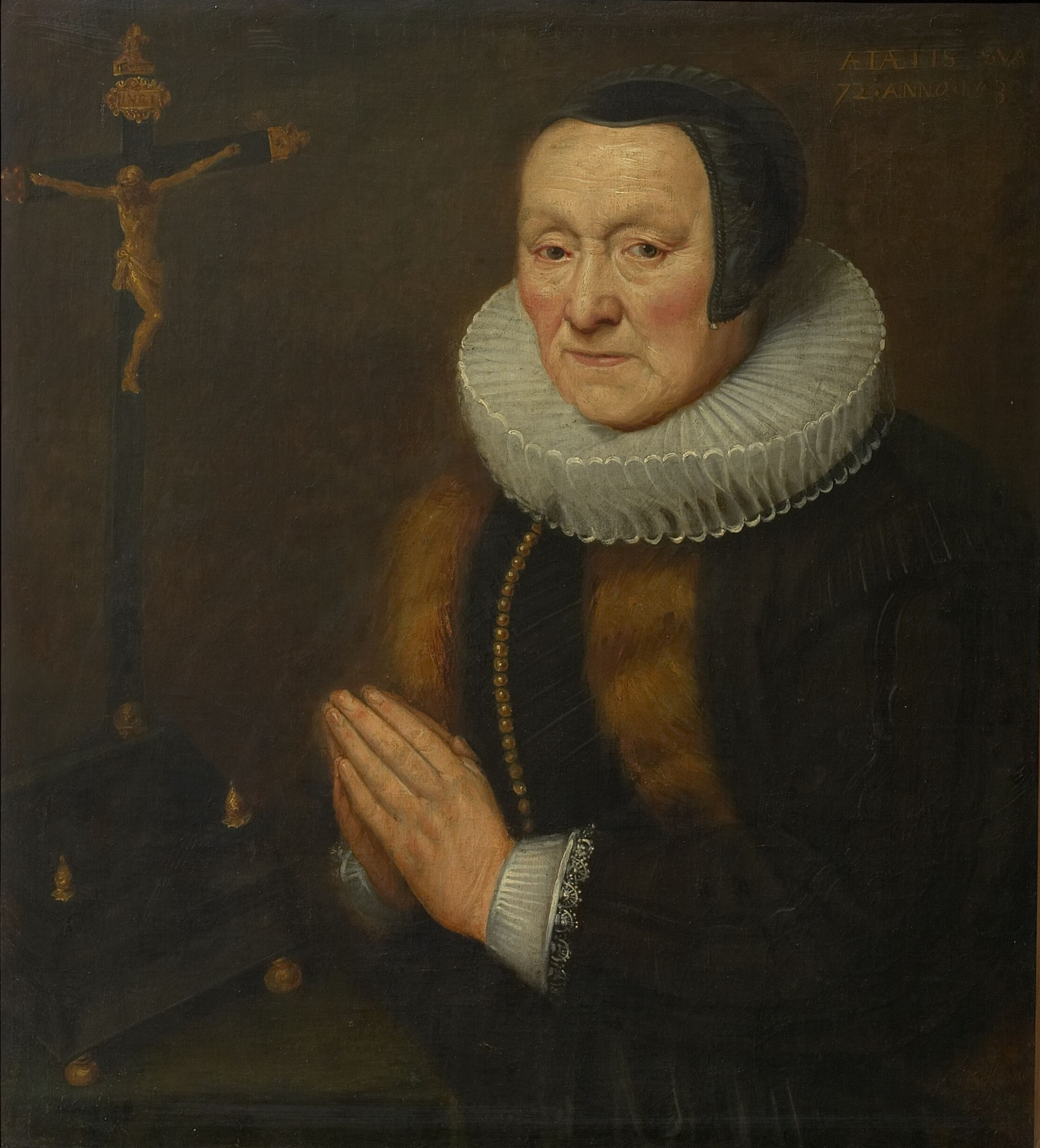
Retrato de Elisabeth Keyzers junto a un crucifijo atribuido a Cornelis de Vos . California. 1632
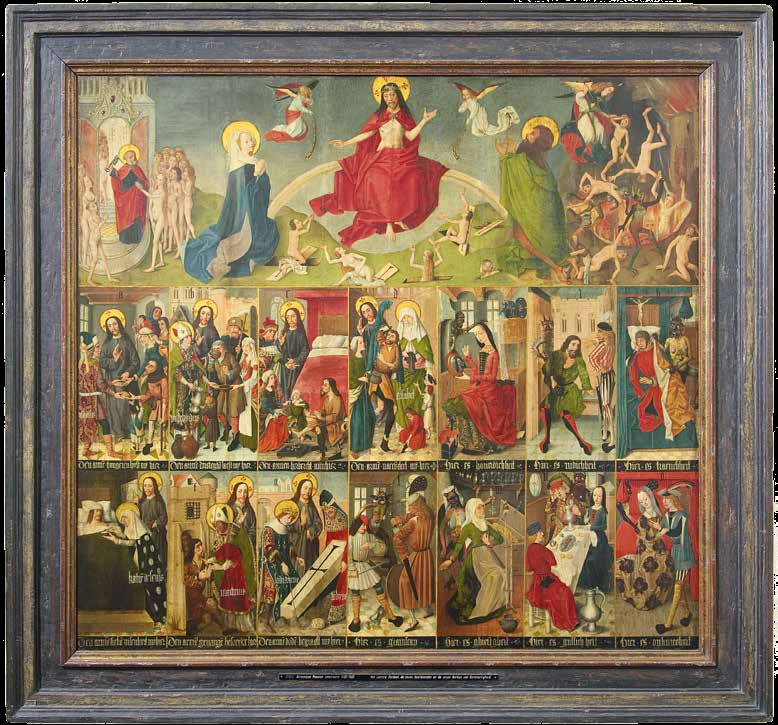
El Juicio Final, los Siete Actos de Misericordia y los Siete Pecados Capitales por el Maestro Desconocido. C. 1490